# GEDA

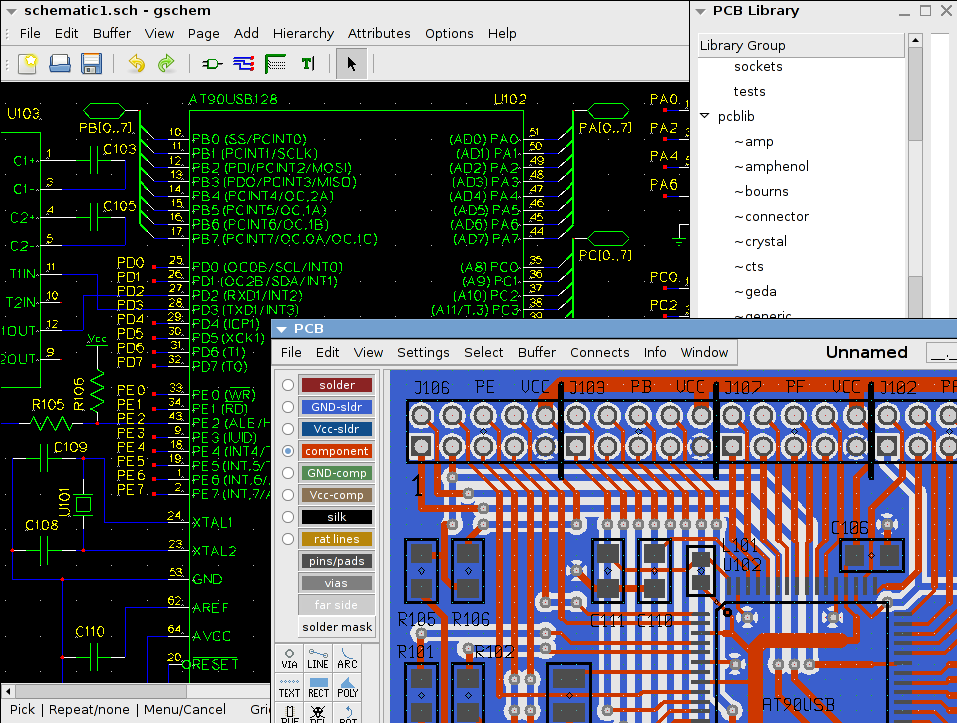
Tela do gEDA softwar

O gEDA (GNU Eletrocnic Design Automation) é um pacote de software para projeto, simulação e desenvolvimento de circuitos eletrônicos para Linux.
O nome do projeto vem da GPL para a licença, e do acrônimo do inglês electronic design automation tools (em português, "ferramentas de automação de desenho eletrônico"). A licença está sob os termos da GNU GPL, que o lista como software livre.
O projeto gEDA oferece ferramentas de software livre para o desenvolvimento de aplicações eletrônicas. Inclui captura de esquema usando "gschem", diretor de atributos "gattrib", lista de materiais, lista de nós (netlist) em 20 formatos "gnelist", simulação analógica e digital ("ngspice", "gnucap") e placas de circuitos impressos (PCB, acrônimo do inglês Printed circuit board).

## Projetos
O termo "suíte gEDA" refere-se a todos os projetos e aplicativos de software livre que foram associados ao projeto gEDA, incluindo no gEDA/gaf (menor grupo de ferramentas agrupadas):
- gschem - Um programa de captura esquemático.
- gnetlist - Um programa de geração de arquivos "netlist" para ser usado no SPICE.
- gsymcheck - Um checador de sintaxe para símbolos esquemáticos.
- gattrib - Um programa de planilha para editar atributos de símbolos em um esquema.
- libgeda - Bibliotecas para gschem, gnetlist, e gsymcheck.
- gsch2pcb - Leva anotações de representação esquemática para layout usando PCB.
- Programas utilitários variados.